# Gysenstein
Gysenstein (toponimo tedesco) è una frazione del comune svizzero di Konolfingen, nel Canton Berna (regione di Berna-Altipiano svizzero, circondario di Berna-Altipiano svizzero).

## Storia

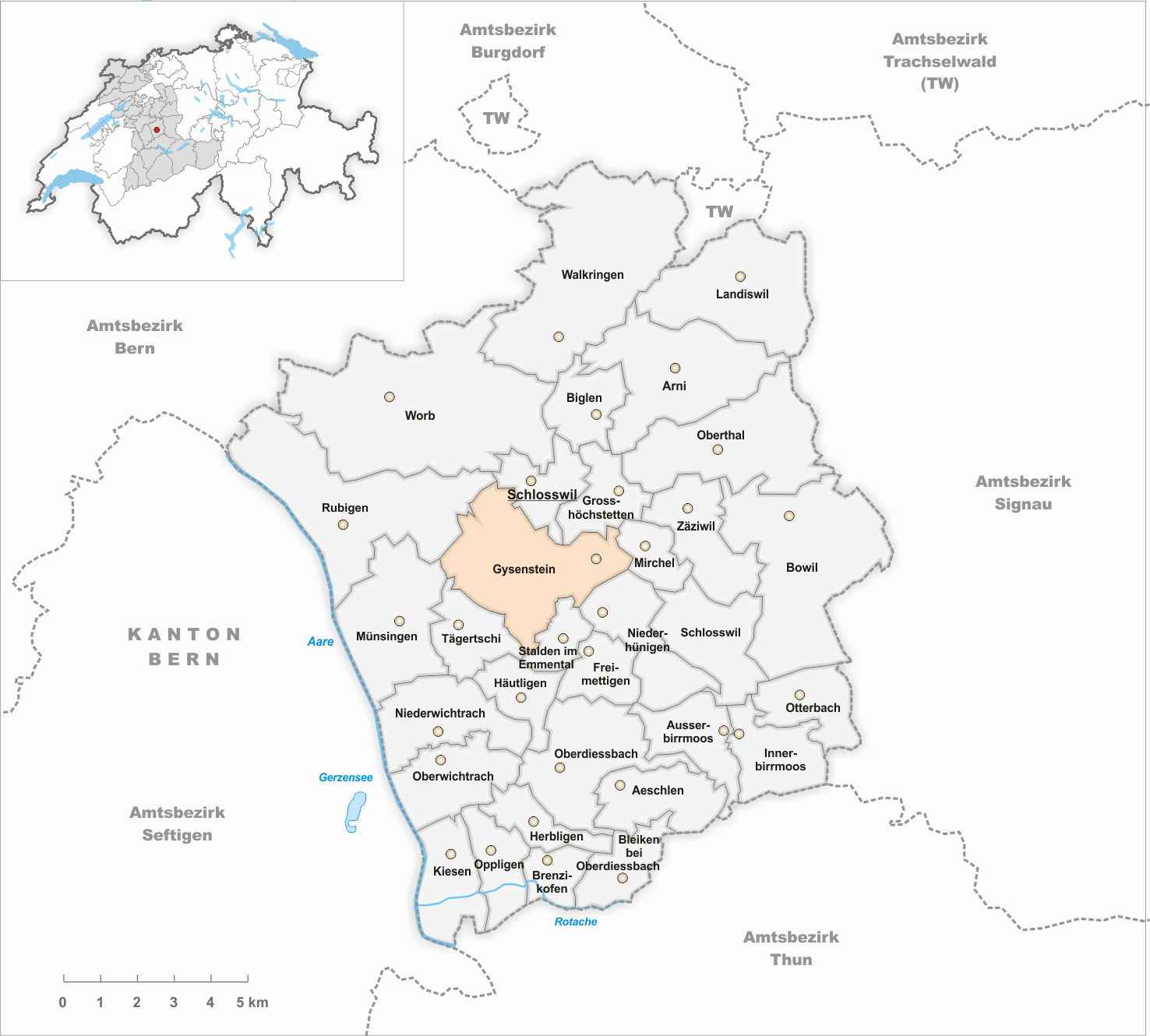
Il territorio del comune di Gysenstein prima degli accorpamenti comunali del 1933

Già comune autonomo che apparteneva al distretto di Konolfingen e che comprendeva anche le località di Ballenbühl, Buchli, Herolfingen, Hötschigen, Hürnberg, Konolfingen-Dorf, Niedergysenstein e Ursellen, nel 1933 è stato accorpato all'altro comune soppresso di Stalden im Emmental per formare il nuovo comune di Konolfingen.

## Società

### Evoluzione demografica
L'evoluzione demografica è riportata nella seguente tabella:
Abitanti censiti

## Amministrazione
Ogni famiglia originaria del luogo fa parte del cosiddetto comune patriziale e ha la responsabilità della manutenzione di ogni bene ricadente all'interno dei confini del comune.